# Paesaggio di Marghera
Paesaggio di Marghera è un dipinto di Sergio Franzoi eseguito nel 1953. Appartiene oggi alla collezione della Fondazione dei Musei Civici di Venezia sita nel palazzo di Ca' Pesaro nella Galleria Internazionale D'arte Moderna.

## Descrizione
L'opera è collocabile nel primo periodo di produzione pittorica di Franzoi. In particolare il dipinto rappresenta plasticamente con spessi contorni neri e colori vividi una veduta paesaggistica del polo industriale di Marghera vicino a Venezia.